# Еудженіо Аньєні
Еудженіо Аньєні (італ. Eugenio Agneni; 1816—1879) — італійський живописець. Аньєні працював відразу в кількох напрямках живопису, йому однаково добре вдавалися портрети (включаючи групові), пейзажі та жанрові картини, крім цього, живописцем було написано безліч фресок на біблійні теми.

## Біографія
Еудженіо Аньєні народився 26 січня 1816 року у містечку Сутрі поблизу Риму.
Еудженіо  Аньєні старанно вдосконалював своє професійне мистецтво під керівництвом визнаного італійського майстра Франческо Когетті (італ. Francesco Coghetti).
Ще з юних років Еудженіо Аньєні захопився церковним живописом, який звернув на себе увагу Папи римського Пія IX, який почав робити молодому художнику великі замовлення. Зокрема, за завданням Папи, їм було написано низку фресок у Тронному залі Квірінальського палацу (нині там розташована офіційна резиденція Президента Італії).
Як патріот своєї країни, Еудженіо Аньєні брав безпосередню участь у Революції 1848—1849 років в Італії. У 1848 році він вступив у римську цивільну гвардію, а потім римський легіон. Наступного року Аньєні приєднався до армії Римської республіки, на боці якої боровся під час повстання в Папській області. Після поразки республіканців Еудженіо Аньєні був змушений залишити вітчизну. Він був другом і соратником італійського політика, патріота та борця за визволення країни Джузеппе Мадзіні, з яким вів постійне листування.
У 1852 році Еудженіо Аньєні приїхало до Парижу, щоб писати декорації для нових будівель Лувру.
З Франції Еудженіо Аньєні вирушив до Лондону, де зобразив на великому полотні англійське королівське сімейство. Після закінчення цієї роботи Аньєні взявся до роботи в Королівському театрі Ковент-Гарден, де прикрасив одну із зал міфологічними алегоричними фігурами. Однак 5 березня 1856 року театр Ковент-Гарден згорів удруге (перша будівля театру була знищена пожежею 1808 року). Також фрески художника стали окрасою спальні Її Величності королеви Великобританії у Букінгемському палаці.
Крім цього, Еудженіо Аньєні написав багато портретів і жанрових картин. Наприкінці XIX - на початку XX століття на сторінках «Енциклопедичного словника Брокгауза та Єфрона» була дана наступна оцінка творам художника: «Картини Аньені, написані з великою навичкою, багато втрачають з погляду чистого мистецтва, грішучи тенденцією, що переважає в них».
Еудженіо Аньєні раптово помер 25 травня 1879 року.